# 6-й полк Канівських уланів

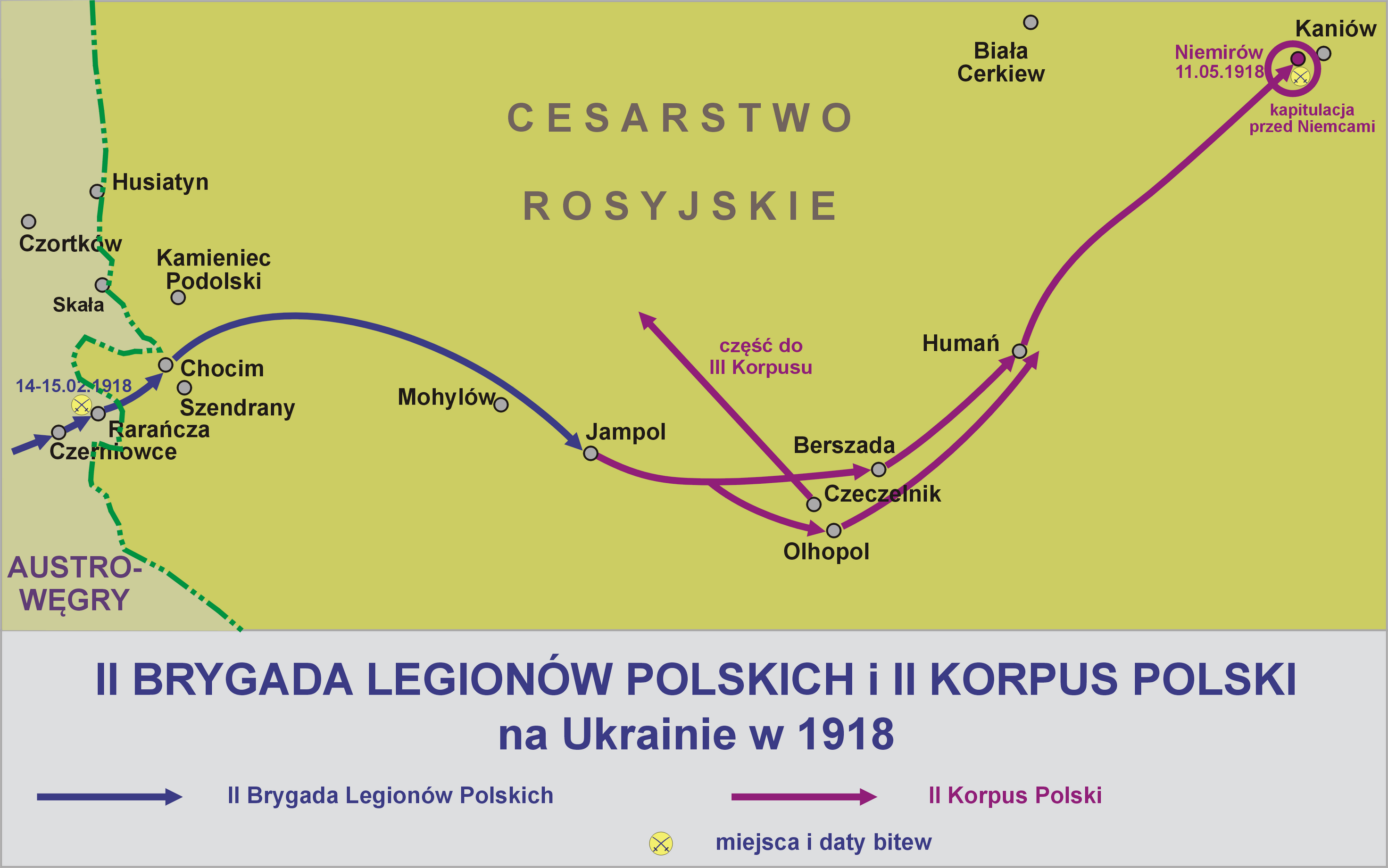
Полк воював у складі 2-го Польського корпусу

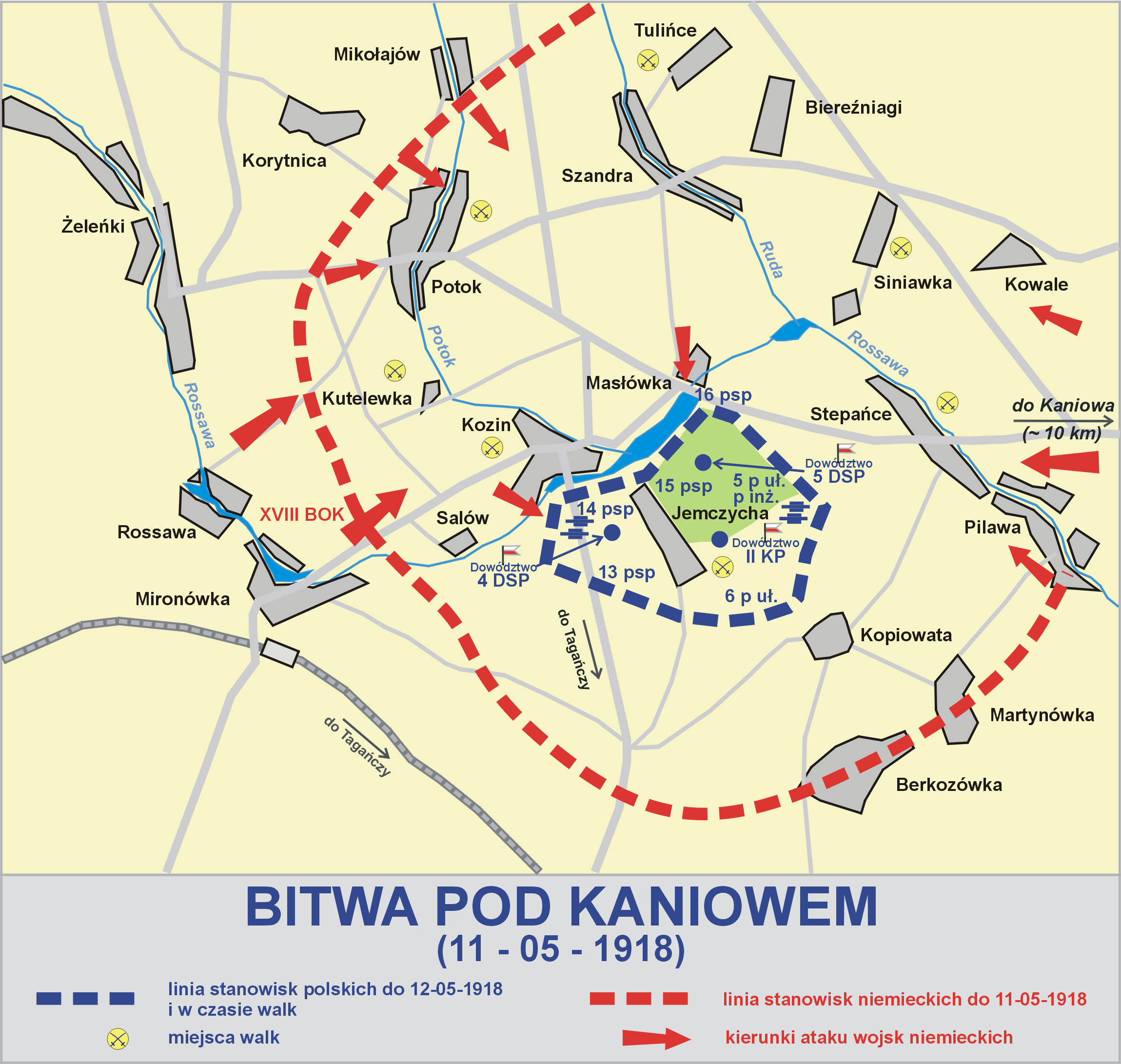
Битва під Каневом

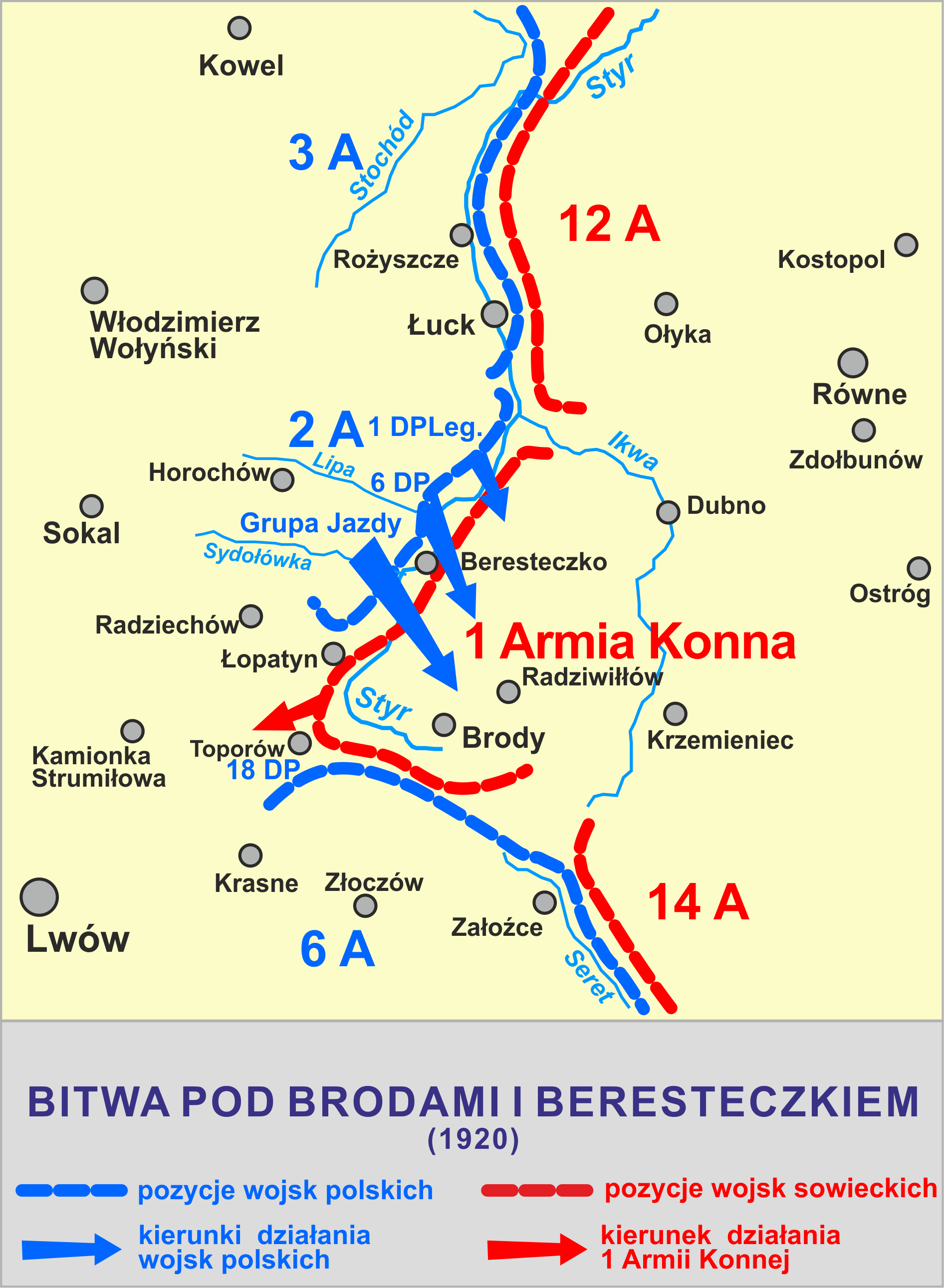
Битва під Бродами 29 липня — 3 серпня 1920

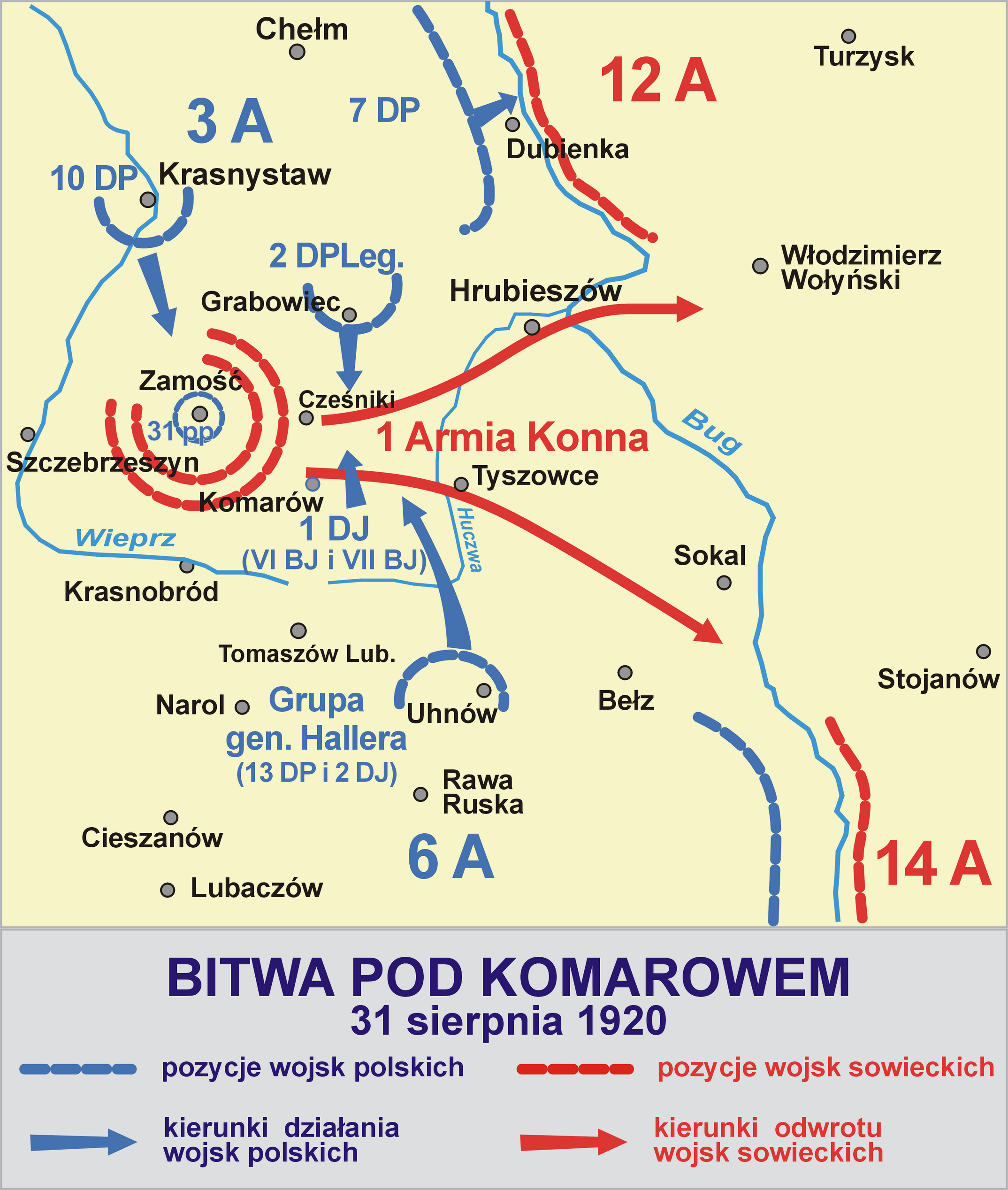
Битва під Комаровом

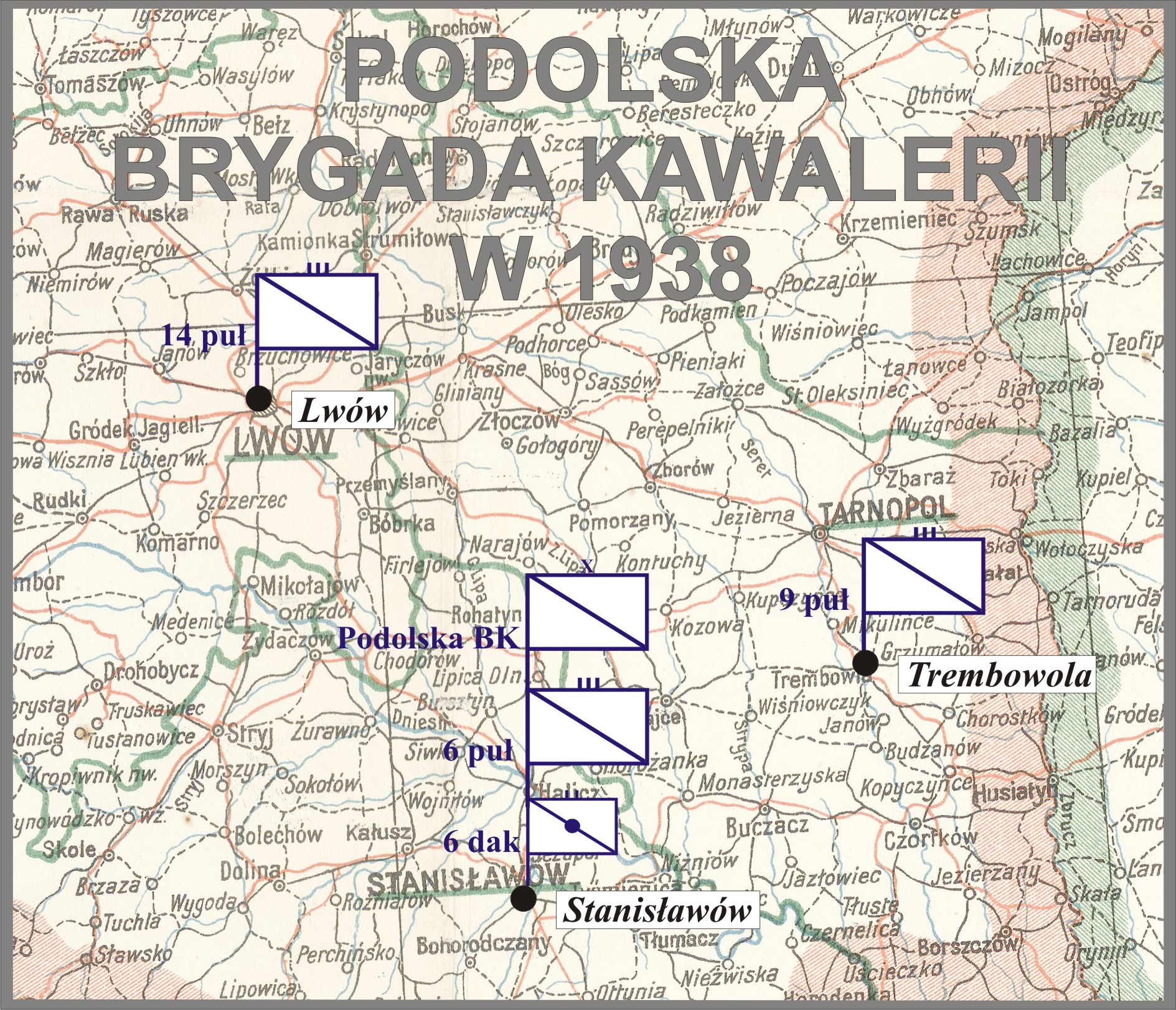
Podolska BK w 1938

6-й полк Канівських уланів (пол. 6 Pułk Ułanów Kaniowskich (6 puł)) — кавалерійський полк польського війська Другої Речі Посполитої.

## Історія
Створений 1917 року у складі 2-го Польського корпусу в Росії. Перестав існувати 12 травня 1918 року після битви з Німеччиною під Каневом. Повторно сформований у грудні 1918 р.
Полк посилався на традиції 6-го уланського полку герцогства Варшавського і 6-го уланського полку варшавських дітей, що воювали у війні з Росією 1831 року.
Полк брав участь у боях із більшовиками під Заславом, Новокостянтиновом, Куманівцями та Лисою Горою.
26 січня 1921 р. полк пройшов маршем до району Ожидова, де залишався в резерві 6-ї армії. 14 травня 1921 року переїхав залізничним транспортом до Станиславова. До завершення ремонту казарм підрозділи полку розташовувалися в довколишніх селах. До 1939 року полк дислокувався у Станиславівському гарнізоні. З 1930 р. і до Другої світової війни ескадрони цього полку щорічно влітку проводили свої навчання в Галичі та його околицях.
Від самого початку Другої світової війни полк упродовж місяця воював у складі Подільської кавалерійської бригади під Унеювом, Янкувом, Старим Поліссям, Серакувом, Лясками та Вулькою Веньґльовою, а також брав участь в обороні Варшави, де після капітуляції столиці припинив своє існування.
Полкове свято відзначали 11 травня в річницю атаки під Каневом у 1918 році.

## Опис
Улани 6-го полку мали зелені мундири, штани зі вшитою шкірою, чоботи з халявами і шпорами. На голові — уланка-рогатівка, окантування — голубе.